# شكيب جابر
شكيب أنيس جابر (1932 - 12 مايو 1965) محامي وسياسي لبناني. ولد في بلدة عاليه وتخرج من جامعة القدّيس يوسف في بيروت في العام 1956. وقد تدرّج في مكتب والده أنيس، ثمّ انتقل إلى مكاتب عدة المحامين وتعاون مع أنور أحمد الخطيب فترة من الزمن، ثمّ استقلّ بمكتبه، وانتمى إلى الحزب التقدمي الاشتراكي وتولّى مسؤوليات مختلفة فيه، غير أنّه توفّي وهو بعْدُ في ريعان الشباب، إذ تعرّض لحادث سير خلال مشاركته في مؤتمر تضامن الشعوب الإفريقية والآسيوية في عاصمة غانا مدينة أكرا في 12 أيار 1965. وصف بأنه كان «شديد الحماسة والاندفاع في القضايا الوطنية والإنسانية».

## سيرته
ولد شكيب بن أنيس بن ملحم جابر سنة 1932 في عاليه وتلقى دروسه الابتدائية والثانوية في مدرسة الصراط والجامعة الوطنية في عاليه، ثم في معهد الفرير في بيروت، ثم أحرز شهادة الحقوق في المعهد الفرنسي في بيروت سنة‌1956. بدأ جهاده وهو طالب فشارك في بعض التحركات الطلابية وقاد بعضها، وكان قد انتمى إلى الحزب التقدمي الإشتراكي في سنة 1953 وتدرج فيه إلى أن صار معتمد الحزب في منطقة عاليه، ثم مفوض الطلبة، ثم عضواً في مجلس إدارة الحزب، والناطق باسمه في عدد لجنة التضامن الأفريقي الآسيويّ وأحد مؤسسيها في لبنان، وكان أيضاً عضواً في لجان نصرة الجنوب العربي في كل من الجزائر وكوبا وفلسطين، وكان عضواً في لجنة مكافحة الاستعمار، والجبه العربية التقدمية، وهيئة أنصار السلم. وفي سنة 1964 رشح نفسه للانتخابات النيابية عن منطقة عاليه فلم يحالفه الحظ.

## وفاته
كان شكيب يرأس الوفد اللبناني إلى مؤتمر تضامن الشعوب الافريقية والآسيوية في مدينة أكرا فوقع حادث اصطدام للسيارة التي كان فيها وتوفي أثر ذلك في 16 أيار 1965 (أو يقال 12 أيار) بعد الغيبوبة الكاملة ثلاثين ساعة، فنقل جثمانه إلى لبنان في مأتم مهيب ودفن في مسقط رأسه، وقد رثاه عدد من الأدباء والشعراء ورجال الفكر منهم كمال جنبلاط وممثل الرئيس الغاني كوامي نكروما، وممثل اللجنة اللبنانية للتضامن الآسيوي هاشم الحسيني، ممثل نقابة المحامين فوزي غازي، وممثل سكان عاليه هاني باز، وكانت كلمة العائلة لوالده أنيس جابر. أقيم له نصب تذكاري في مستديرة عاليه تخليداً لمسيرته ودفاعه عن قضايا الإنسان.

## تكريمه
- أقامت له حكومة غانا نصباً تذكاريا أزيح عنه الستار في 16 كانون الأول 1965.[1]
- أنشأت حكومة كوبا مكتبة باسمه في السفارة اللبنانية هناك وجری افتتاحها في 8 آب 1965.[1]
- قررت منظمة التضامن الآسيوي الإفريقي تشييد تمثال له في مسقط رأسه عاليه، فقدم التمثال الشعب السوفياتي وأزيح عنه الستار في 17 أيار 1967.[1]
- في كانون الأول 2013 أقيم احتفال في جمعية الرسالة في عاليه إحياء لذكرى المحامي شكيب أنيس جابر، ولمناسبة وضع حجر الأساس لمبنى محكمة عاليه على قطعة أرض في المدينة، مقدمة من آل جابر.[3]
- في 5 أيار 2015 أقام الحزب التقدمي الاشتراكي احتفالا في قاعة جمعية الرسالة الاجتماعية في مدينة عاليه، لمناسبة الأول من أيار وذكرى تأسيس الحزب التقدمي الاشتراكي ومرور 50 عاما على رحيل المحامي شكيب انيس جابر.[4]

## مؤلفاته
- أصدرت لجنة التضامن الآسيوي الإفريقي كتاب آراء ومواقف تضمن سيرة حياته وبعضاً من خطبه ومحاضراته. طبع سنة 1965.[1]